# Damernas turnering i volleyboll vid medelhavsspelen 2009
Damernas turnering i volleyboll vid medelhavsspelen 2009 hölls 28 juni till 4 juli 2009 i Vasto, Italien. I turneringen, som organiserades av Comité international des Jeux méditerranéens, deltog åtta landslag från länderna runt medelhavet. Italien vann tävlingen för sjätte gången genom att besegra Turkiet i finalen.

## Deltagande lag
| Lag                     | Deltog senast   |
| ----------------------- | --------------- |
| Albanien                | Almeria 2005    |
| Algeriet                | Casablanca 1983 |
| Bosnien och Hercegovina | Debut           |
| Kroatien                | Almeria 2005    |
| Frankrike               | Almeria 2005    |
| Grekland                | Almeria 2005    |
| Italien                 | Almeria 2005    |
| Turkiet                 | Almeria 2005    |

## Grupper
| Grupp A                                                 | Grupp B                                   |
| ------------------------------------------------------- | ----------------------------------------- |
| Albanien · Bosnien och Hercegovina · Grekland · Turkiet | Algeriet · Kroatien · Frankrike · Italien |

## Första rundan

### Grupp A

#### Resultat
| Datum    | Mellan                             | Resultat | Set   | Set   | Set   | Set   | Set   | Poäng totalt | Speltid | Åskådare |
| Datum    | Mellan                             | Resultat | 1     | 2     | 3     | 4     | 5     | Poäng totalt | Speltid | Åskådare |
| -------- | ---------------------------------- | -------- | ----- | ----- | ----- | ----- | ----- | ------------ | ------- | -------- |
| 28-06-09 | Albanien - Bosnien och Hercegovina | 2 - 3    | 15:25 | 25:18 | 19:25 | 25:21 | 11:15 | 95 - 104     | 2:03    | 110      |
| 28-06-09 | Grekland - Turkiet                 | 0 - 3    | 17:25 | 21:25 | 23:25 |       |       | 61 - 75      | 1:21    | 200      |
| 29-06-09 | Bosnien och Hercegovina - Grekland | 1 - 3    | 23:25 | 16:25 | 26:24 | 14:25 |       | 79 - 99      | 1:46    | 85       |
| 29-06-09 | Turkiet - Albanien                 | 3 - 0    | 25:17 | 25:12 | 25:14 |       |       | 75 - 43      | 1:09    | 70       |
| 30-06-09 | Albanien - Grekland                | 0 - 3    | 16:25 | 20:25 | 20:25 |       |       | 56 - 75      | 1:09    | 50       |
| 30-06-09 | Turkiet - Bosnien och Hercegovina  | 3 - 0    | 25:17 | 25:10 | 25:14 |       |       | 75 - 41      | 1:09    | 150      |

#### Sluttabell
| Pos | Landslag                | Poäng | Matcher | Matcher | Matcher   | Set   | Set       | Kvot  | Poäng | Poäng     | Kvot  |
| Pos | Landslag                | Poäng | Spelade | Vunna   | Förlorade | Vunna | Förlorade | Kvot  | Vunna | Förlorade | Kvot  |
| --- | ----------------------- | ----- | ------- | ------- | --------- | ----- | --------- | ----- | ----- | --------- | ----- |
| 1   | Turkiet                 | 6     | 3       | 3       | 0         | 9     | 0         | MAX   | 225   | 145       | 1.552 |
| 2   | Grekland                | 5     | 3       | 2       | 1         | 6     | 4         | 1.500 | 235   | 210       | 1.119 |
| 3   | Bosnien och Hercegovina | 4     | 3       | 1       | 2         | 4     | 8         | 0.500 | 224   | 269       | 0.833 |
| 4   | Albanien                | 3     | 3       | 0       | 3         | 2     | 9         | 0.222 | 194   | 254       | 0.764 |

### Grupp B

#### Resultat
| Datum    | Mellan               | Resultat | Set   | Set   | Set   | Set   | Set | Poäng totalt | Speltid | Åskådare |
| Datum    | Mellan               | Resultat | 1     | 2     | 3     | 4     | 5   | Poäng totalt | Speltid | Åskådare |
| -------- | -------------------- | -------- | ----- | ----- | ----- | ----- | --- | ------------ | ------- | -------- |
| 28-06-09 | Kroatien - Frankrike | 3 - 1    | 25:16 | 24:26 | 25:16 | 25:12 |     | 99 - 70      | 1:41    | 100      |
| 28-06-09 | Italien - Algeriet   | 3 - 0    | 25:15 | 25:14 | 25:17 |       |     | 75 - 46      | 1:08    | 2.100    |
| 29-06-09 | Algeriet - Kroatien  | 0 - 3    | 16:25 | 16:25 | 15:25 |       |     | 47 - 75      | 1:04    | 60       |
| 29-06-09 | Frankrike - Italien  | 0 - 3    | 10:25 | 18:25 | 18:25 |       |     | 46 - 75      | 1:09    | 2.000    |
| 30-06-09 | Algeriet - Frankrike | 0 - 3    | 18:25 | 18:25 | 14:25 |       |     | 50 - 75      | 1:19    | 75       |
| 30-06-09 | Kroatien - Italien   | 0 - 3    | 21:25 | 19:25 | 18:25 |       |     | 58 - 75      | 1:14    | 2.100    |

#### Sluttabell
| Pos | Landslag  | Poäng | Matcher | Matcher | Matcher   | Set   | Set       | Kvot  | Poäng | Poäng     | Kvot  |
| Pos | Landslag  | Poäng | Spelade | Vunna   | Förlorade | Vunna | Förlorade | Kvot  | Vunna | Förlorade | Kvot  |
| --- | --------- | ----- | ------- | ------- | --------- | ----- | --------- | ----- | ----- | --------- | ----- |
| 1   | Italien   | 6     | 3       | 3       | 0         | 9     | 0         | MAX   | 225   | 150       | 1.500 |
| 2   | Kroatien  | 5     | 3       | 2       | 1         | 6     | 4         | 1.500 | 232   | 192       | 1.208 |
| 3   | Frankrike | 4     | 3       | 1       | 2         | 4     | 6         | 0.667 | 191   | 224       | 0.853 |
| 4   | Algeriet  | 3     | 3       | 0       | 3         | 0     | 9         | 0.000 | 143   | 225       | 0.636 |

## Slutspelsfasen

### Spelschema
|  | Semifinaler | Semifinaler |         |         | Final               | Final               |  |
|  |             |             |         |         |                     |                     |  |
|  | Turkiet     | 3           |         |         |                     |                     |  |
|  | Turkiet     | 3           |         |         |                     |                     |  |
|  | Kroatien    | 1           |         |         |                     |                     |  |
|  | Kroatien    | 1           |         | Turkiet | 2                   |                     |  |
|  |             |             |         | Turkiet | 2                   |                     |  |
|  |             |             | Italien | 3       |                     |                     |  |
|  | Italien     | 3           | Italien | 3       |                     |                     |  |
|  | Italien     | 3           |         |         |                     |                     |  |
|  | Grekland    | 1           |         |         | Match om tredjepris | Match om tredjepris |  |
|  | Grekland    | 1           |         |         |                     |                     |  |
|  |             |             |         |         |                     |                     |  |
|  |             |             |         |         | Kroatien            | 3                   |  |
|  |             |             |         |         | Kroatien            | 3                   |  |
|  |             |             |         |         | Grekland            | 0                   |  |

#### Resultat
| Datum    | Mellan              | Resultat | Set   | Set   | Set   | Set   | Set   | Poäng totalt | Speltid | Åskådare |
| Datum    | Mellan              | Resultat | 1     | 2     | 3     | 4     | 5     | Poäng totalt | Speltid | Åskådare |
| -------- | ------------------- | -------- | ----- | ----- | ----- | ----- | ----- | ------------ | ------- | -------- |
| 02-07-09 | Turkiet - Kroatien  | 3 - 1    | 27:29 | 25:15 | 25:22 | 25:17 |       | 102 - 83     | 2:00    | 1.200    |
| 02-07-09 | Italien - Grekland  | 3 - 1    | 21:25 | 25:21 | 25:21 | 25:18 |       | 96 - 85      | 1:53    | 1.850    |
| 04-07-09 | Kroatien - Grekland | 3 - 0    | 25:14 | 25:21 | 25:18 |       |       | 75 - 53      | 1:14    |          |
| 04-07-09 | Turkiet - Italien   | 2 - 3    | 17:25 | 25:20 | 25:18 | 19:25 | 10:15 | 96 - 103     | 1:55    | 2.200    |

### Match om femteplats

#### Resultat
| Datum    | Mellan                              | Resultat | Set   | Set   | Set   | Set | Set | Poäng totalt | Speltid | Åskådare |
| Datum    | Mellan                              | Resultat | 1     | 2     | 3     | 4   | 5   | Poäng totalt | Speltid | Åskådare |
| -------- | ----------------------------------- | -------- | ----- | ----- | ----- | --- | --- | ------------ | ------- | -------- |
| 01-07-09 | Frankrike - Bosnien och Hercegovina | 0 - 3    | 21:25 | 25:27 | 21:25 |     |     | 67-77        | 1:50    | 100      |

### Match om sjundeplats

#### Resultat
| Datum    | Mellan              | Resultat | Set   | Set   | Set   | Set   | Set  | Poäng totalt | Speltid | Åskådare |
| Datum    | Mellan              | Resultat | 1     | 2     | 3     | 4     | 5    | Poäng totalt | Speltid | Åskådare |
| -------- | ------------------- | -------- | ----- | ----- | ----- | ----- | ---- | ------------ | ------- | -------- |
| 01-07-09 | Albanien - Algeriet | 2 - 3    | 28:30 | 25:18 | 23:25 | 25:19 | 9:15 | 110 - 107    | 2:19    | 50       |

## Slutplaceringar
| Pos | Lag                     |
| --- | ----------------------- |
|     | Italien                 |
|     | Turkiet                 |
|     | Kroatien                |
| 4.  | Grekland                |
| 5.  | Bosnien och Hercegovina |
| 6.  | Frankrike               |
| 7.  | Algeriet                |
| 8.  | Albanien                |